# Кристиана фон Саксония-Айзенберг
Кристиана фон Саксония-Айзенберг (на немски: Christiane von Sachsen-Eisenberg; * 4 март 1679, Айзенберг; † 24 май 1722, Глюксбург) от рода на Ернестинската линия на род Ветини, е принцеса от Саксония-Айзенберг и чрез женитба херцогиня на Шлезвиг-Холщайн-Зондербург-Глюксбург.

## Живот
Тя е единствената дъщеря на херцог Кристиан фон Саксония-Айзенберг (1653 – 1707) и първата му съпруга принцеса Кристиана фон Саксония-Мерзебург (* 1 юни 1659; † 13 март 1679), дъщеря на херцог Кристиан I фон Саксония-Мерзебург (1615 – 1691) и съпругата му Кристиана фон Шлезвиг-Холщайн-Зондербург-Глюксбург (1634 – 1701). Майка ѝ умира на 13 март 1679 г. Баща и ̀се жени втори път на 9 февруари 1681 г. за принцеса София Мария фон Хесен-Дармщат, дъщеря на ландграф Лудвиг VI фон Хесен-Дармщат.
Кристиана се омъжва на 15 февруари 1699 г. в замъка Кристианбург-Айзенберг за херцог Филип Ернст фон Шлезвиг-Холщайн-Зондербург-Глюксбург (1673 – 1729), син на херцог Кристиан фон Шлезвиг-Холщайн-Зондербург-Глюксбург и Агнес Хедвиг фон Шлезвиг-Холщайн-Зондербург-Пльон, дъщеря на херцог Йоахим Ернст I фон Шлезвиг-Холщайн-Зондербург-Пльон. Тя е първата му съпруга.
Кристиана умира на 24 на 1722 г. на 43 години в Глюксбург.

## Деца
Кристиана и Филип Ернст имат седем деца: 
- Кристиана Ернестина (1699 –1750)
- Фридрих (1701 – 1766), херцог на Шлезвиг-Холщайн-Зондербург-Глюксбург, женен на 19/29 юни 1745 г. в Детмолд за графиня Хенриета Августа фон Липе-Детмолд (1725 – 1777), дъщеря на граф Симон Хайнрих Адолф фон Липе (1694 – 1734) и принцеса Йохана Вилхелмина фон Насау-Идщайн (1700 – 1756), дъщеря на княз Георг Август фон Насау-Идщайн
- Кристиан Филип (1702 – 1703)
- Карл Ернст (1706 – 1761), херцог на Шлезвиг-Холщайн-Зондербург-Глюксбург, женен на 13 юни 1749 г. в Лемго за графиня Анна Шарлота фон Липе-Детмолд (1724 – 1796), дъщеря на граф Кристоф Лудвиг фон Липе-Детмолд (1679 – 1747) и Анна Сузана Фонтаниер (1686 – 1728)
- Луиза София Фридерика (1709 – 1782), абатеса на Валое
- Шарлота Амалия (1710 – 1777)
- София Доротея (1714 – 1736)